# بلنیکا
بلنیکا (به بلغاری: Blenika) یک منطقهٔ مسکونی در بلغارستان است که در شهرستان کاردژالی واقع شده‌است.